# Жетыколь (село)
Жетыколь (каз. Жетікөл) — село в Сырымском районе Западно-Казахстанской области Казахстана. Входит в состав Жетыкольского сельского округа. Находится на левом берегу реки Булдырты. Код КАТО — 275845300.

## Население
В 1999 году население села составляло 389 человек (194 мужчины и 195 женщин). По данным переписи 2009 года, в селе проживало 288 человек (148 мужчин и 140 женщин).